# Ken’ichi Mori
Ken’ichi Mori (japanisch 森 賢一 Mori Ken’ichi; * 23. Oktober 1984 in der Präfektur Gunma) ist ein japanischer Fußballspieler.

## Karriere
Mori erlernte das Fußballspielen in der Universitätsmannschaft der Meiji-Universität. Seinen ersten Vertrag unterschrieb er 2007 bei Mito HollyHock. Der Verein spielte in der zweithöchsten Liga des Landes, der J2 League. Für den Verein absolvierte er 46 Ligaspiele. Ende 2010 beendete er seine Karriere als Fußballspieler.